# 大信ペイント
大信ペイント(だいしんペイント)株式会社は、大阪市淀川区に本社を置く、総合塗料メーカーである。

## 会社概要
ラッカー、フタル酸、ウレタン、耐熱塗料、環境配慮型塗料、作業工程改善塗料等、汎用工業製品を対象とした塗料を主に製造販売。
技術力に定評があり、カスタマイズ塗料の製作をはじめ、他塗料メーカーへのOEM供給も行っている。

## 事業所
- 本社工場：大阪市淀川区三津屋北3-3-2
- 東京支店：東京都墨田区立川4-8-3
- 名古屋営業所：愛知県大府市北崎町清水ヶ根135-5
- 大阪営業所：大阪市淀川区三津屋北3-3-2
- 福岡支店：福岡県大野城市仲畑2-11-5

## 沿革
- 1935年10月 - 大森豊吉個人の経営により塗料、研磨剤、艶だし剤の製造を目的として大同化学工業所を設立。
- 1939年10月 - 株式会社大信化学製品所に社名変更。
- 1946年10月 - 大信化学工業株式会社として再建発足。
- 1953年4月 - 現社名に変更。
- 1980年4月 - 資本金9,500万円に増資。